# 花壇鄉窯業工廠空氣污染事件
花壇鄉窯業工廠空氣污染事件是一起1980年發生於台灣彰化地區的工業汙染案件，因彰化當時幾家製磚工廠生產過程燃燒重油或煤炭，造成花壇鄉農民稻作遭受煙害汙染，曾嘗試向主管單位陳情失敗後才提起訴訟要求賠償，並於三年後贏得勝訴判決。而本案中法院表示的見解甚至在台灣之後的相類案件中被維持下來，並成為學者研究環境汙染案件與侵權行為法理的素材，使此判決成為台灣公害訴訟的重要判決之一。

## 緣起
福山、員彰、順泰、金義、凌敏、協春、順達等7家窯業有限公司，於1980年間為生產牟利，而改用重油或加燒煤炭，排放二氧化硫及煤煙，造成原告李春安等116名農民在69年所種植的第一期稻作因受上述汙染物質的影響，出現稻葉黃化、植株無法發育至正常高度、無法結穗、甚至枯死等等，影響農民的收穫成果。當地農民於是向主管機關求情，並與廠商透過協調會協調，但僅獲得部分賠償。當地居民決定起訴控告廠商，請求全額賠償他們所受的損失。

## 法院判決過程
台灣民法關於侵權行為法的規定在第184條第1項與第2項。若原告希望能援引此條向被告主張損害賠償，原告必須論證三個部分：
- 第一、客觀上原告受有權利或利益的損害。[5]
- 第二、被告主觀上對此須有故意或過失。[5]
- 第三、原告必須舉證自己所受的損害和被告的加害行為有因果關係。[6]

而不管是在一審還是二審，法院都認為原告成功地完成舉證責任。
在原告有無受損部分，由於省農林廳、建設局、農林局出具的報告中指出「......最嚴重者水稻均枯死，較輕地亦明顯的矮化......」，「從稻葉黃化，尖端蜷曲，稻子萎縮看來......」等句，足以證明農民們的稻米發生歉收或死亡等情形，損害確實存在。。而在被告主觀上對此有無故意過失的部分，因故意過失是主觀層次的概念，對原告而言有時候難以舉證，所以法院引用民法184條第2項減輕原告的舉證責任。
民法184條第2項的意旨在於，若被告違反了保護他人的法律，即推定被告主觀上具有不法性，可以減少原告在主觀層面的舉證難度。而法院認為，在此案中被告的確有違反保護他人之法律，例如：民法744條有如下規定：「土地所有人經營事業或行使其所有權，應注意防免鄰地之損害。」，點出土地使用人於土地上從事活動時，應注意其行為不能影響鄰地所有人的利益，這是一條保障鄰地所有人的立法。窯廠排放廢氣造成農民的稻米歉收，顯然是上述條文想避免的情形，應依民法第184條第2項之規定推定有不法性。
而最後，被告雖然抗辯稻作枯死矮化嚴重歉收是否係其所排放之氣體所致仍有疑問，並以省環境衛生實驗所的實驗結果主張自己並未排放超標的廢氣。但彰化地方法院及台灣高等法院台中分院採計相關單位勘查結果，仍認定農民所受損害與窯場使用重油所排放之氣體有因果關係存在。原因有三：
- 其一是沒超標的廢氣，仍可能造成稻作歉收，且上述實驗做成的時間是大多吹南風的三月，不能代表當地大部分的天候狀況。[7]
- 其二、另有其他相反的實驗結果證明二氧化硫與煤氣會造成稻米歉收。例如省農林廳公害業務承辦人員康耿章證稱稻子歉收的上述現象確實是燒窯排出的煤氣、二氧化硫、臭氧造成。[7]
- 其三、被告既明知燃燒重油足以對水稻產生危害，但製造磚塊卻不一定需要使用重油，被告竟為降低生產成本而使用之，從對他人有危險性之生產活動中獲利，將不利益建築在他人之損害上，依公平正義原則，不容其藉口無過失而免責，因而判決被告敗訴。[4]

## 影響
此案判決影響最大的層面在於其改變了侵權行為法的要件內涵。例如法院不吝筆墨以大篇幅論證因果關係成立與否，不全部由客觀上的現象決定，而應由被告行為的不法性嚴重程度決定，再次確立台灣的因果關係認定兼採主觀因素，如法律政策分析、公平正義之考量。上述放寬因果關係認定標準的想法，也跟英美法的解釋趨勢相符合。。而法院援引184條第2項減低原告舉證責任難度的方式，也是往後台灣公害訴訟中原告時常採取的策略，如於臺灣美國無線電公司污染事件中，法院即同意以184條第2項降低原告舉證難度。
而此案判決中，法院所提出"工廠排放空氣污染物雖未超過主管機關依空氣污染防制法公告之排放標準，如造成鄰地農作物發生損害，仍不阻卻其違法。"的法律見解，也在其後彰化窯廠排放廢氣污染番石榴案被維持下來，上述見解甚至被台灣的判例所引述，拘束之後的法院判決。